# Фурутан, Али-Акбар
Али-Акбар Фурутан (29 апреля 1905 — 26 ноября 2003) — иранский педагог и проповедник бахаи, которому в 1951 году присвоено звание «Десница Дела Божиего».

## Биография
Фурутан родился в Себзеваре, Хорасан, Иран. Его родители подвергались преследованиям на родине за их убеждения. Стремясь к безопасности, в 1914 году семья переехала из Себзевара в Ашхабад, который тогда был частью царской России. В 1926 году, спустя девять лет после Октябрьской революции, 21-летний Фурутан получил стипендию на обучение в Московском университете, где получил образование в области педагогики и детской психологии. В 1930 году из-за своей религиозной деятельности он был выслан из СССР и вернулся в Иран.
По возвращении в Иран в 1931 году он женился на Атаие Ханум, работал директором школы для мальчиков Тарбийат, которая была позже закрыта правительством Пехлеви.
Позже в 1934 году Али-Акбар Фурутан был избран в Национальное духовное собрание бахаи Ирана, занимая должность секретаря до 1957 года. В декабре 1951 года Шоги Эффенди назначил его Десницей Дела Божиего. С 1959 по 1963 год он был одним из девяти попечителей во Всемирном центре бахаи в Хайфе, Израиль.
В 1990 году Фурутан присутствовал в качестве почётного гостя на выборах Национального духовного собрания бахаи СССР.
На протяжении всей своей жизни Али-Акбар Фурутан проповедовал бахаи для детей и молодёжи, он опубликовал много работ в области детского духовного и материального образования.
Али-Акбар Фурутан умер 26 ноября 2003 года в Хайфе после выступления перед паломниками, за пять месяцев до своего 99-летия.

## Труды
- Furútan, `Alí-Akbar. Mothers, Fathers and Children: Practical Advice to Parents (англ.). — Oxford, UK: George Ronald, 1980. — ISBN 0-85398-095-0.
- Furútan, `Alí-Akbar (editor). Stories of Bahá'u'lláh (неопр.). — Oxford, UK: George Ronald, 1986. — ISBN 0-85398-243-0.
- Furútan, `Alí-Akbar. The Story of My Heart (неопр.). — Oxford, UK: George Ronald, 1984. — ISBN 0-85398-115-9.